# Écosociété
 (février 2016).
Si vous disposez d'ouvrages ou d'articles de référence ou si vous connaissez des sites web de qualité traitant du thème abordé ici, merci de compléter l'article en donnant les références utiles à sa vérifiabilité et en les liant à la section « Notes et références ».
Écosociété est une maison d'édition québécoise basée à Montréal, existant depuis 1992 et engagée dans la gauche écosocialiste.

## Historique
En septembre 1992, le médecin, écrivain et éditeur Serge Mongeau quitte Québec Amérique pour créer Écosociété avec l'aide de Dimitri Roussopoulos, directeur des Éditions Black Rose, et le sociologue et essayiste Jacques B. Gélinas.

## AffaireNoir Canada
En janvier 2008, Écosociété publie un ouvrage d'Alain Deneault, William Sacher et Delphine Abadie intitulé Noir Canada : pillage, corruption et criminalité en Afrique, un document à charge contre les sociétés minières et pétrolières canadiennes en Afrique. Malgré une mise en demeure (11 M$) venant des compagnies Barrick Gold et Banro, l'éditeur sort le livre, soutenu par une soixantaine d'éditeurs originaires d'une trentaine de pays. L'affaire se règlera par une entente à l'amiable et le livre sera finalement retiré du marché.
Quelques essais publiés chez cet éditeur reviennent sur cet épisode : Le droit du plus fort de Anne-Marie Voisard et Procès-verbal de Valérie Lefebvre-Faucher.

## Extraits du catalogue
(septembre 2023).
- Serge Mongeau, La simplicité volontaire, plus que jamais..., 1998
- Jean-Martin Fortier, Le jardinier-maraîcher. Manuel d'agriculture biologique sur petite surface, 2015
- Noam Chomsky et André Vltchek, L’Occident terroriste. D'Hiroshima à la guerre des drones  2015
- Alain Deneault, De quoi Total est-elle la somme? Multinationales et perversion du droit, 2017
- Jonathan Durand Folco, À nous la ville! Traité de municipalisme, 2017 (Prix des libraires 2018, catégorie essais)
- Anne-Marie Voisard, Le droit du plus fort. Nos dommages, leurs intérêts, 2018 (Prix littéraire du Gouverneur général 2019, catégorie essais)
- Valérie Lefebvre-Faucher, Procès-Verbal, 2020 (Prix Spirale Eva-Le-Grand 2020)
- Deni Ellis Béchard et Natasha Kanapé Fontaine, Kuei, je te salue. Conversation sur le racisme, 2021 (2016)
- Emanuelle Dufour, « C'est le Québec qui est né dans mon pays! ». Carnet de rencontres, d'Ani Kuni à Kiuna, 2021
- Laurent Castaignède, La ruée vers la voiture électrique : entre miracle et désastre, 2023
- Fabrice Nguena, AfroQueer - 25 voix engagées, 2024
- Emanuelle Dufour et Francis Dupuis-Déri, Quand les élèves se révoltaient Manuel d'histoire avant l'Effondrement, 2025 (https://ecosociete.org/livres/quand-les-eleves-se-revoltaient)